# .ao
.ao és l'actual domini de primer nivell territorial (ccTLD) d'Angola. En funcionament des del 1995, és administrat per la facultat d'enginyeria de la Universitat d'Agostinho Neto.

## Història
El 17 de juny de 2019 es va rellançar el registre comercial de dominis, amb un únic registrador aprovat per a l'emissió, els Serviços Públicos Electrónicos do Governo de Angola, administrat pel govern. El cost de registre es va reduir a 8.000 Kwanzas per any. El gener de 2020, es van rebre 2.500 noves inscripcions, sis vegades més que en els cinc anys anteriors. Encara no es permeten els registres des de fora d'Angola.
El gener de 2019, el lloc web de l'antic registre no s'ha modificat des del desembre de 2001 i constava d'una sola pàgina en portuguès. Un dels pocs enllaços de la pàgina era a un document en format Microsoft Word, en anglès, que donava les normes de registre del domini; van afirmar que el registre per part d'entitats fora d'Angola s'havia de fer només al subdomini .it.ao. El motor de cerca Google sembla ser la primera entitat .it.ao que utilitza el subdomini ".it.ao". També va dir que els registres només es feien al tercer nivell (però una cerca a Google va mostrar que alguns llocs existien amb noms .ao de segon nivell). El cost de registre va ser de 300 dòlars EUA.
.ao admet els següents dominis de segon nivell:
- .ed.ao - Institucions educatives amb seu a Angola.
- .gv.ao - Institucions governamentals amb seu a Angola.
- .co.ao - Institucions comercials amb seu a Angola.
- .og.ao - Altres tipus d'organitzacions amb seu a Angola.
- .pb.ao - Publicacions amb seu a Angola.
- .it.ao - Institucions internacionals (fora d'Angola)